# Unnukka
Der Unnukka [ˈunːukːɑ] ist ein See im Osten Finnlands. 
Er liegt zwischen Leppävirta im Norden und Varkaus im Süden in der Landschaft Nordsavo. 
Der Unnukka hat eine Fläche von 80,45 km².
Er entwässert über den See Haukivesi in das Saimaa-Seensystem. 
Nach Norden erweitert sich der Unnukka zum See Kallavesi.